# Svend Saaby
Hans Ludvig Svend Saaby (15. juli 1910 i København – 8. februar 1995 på Frederiksberg) var en dansk kordirigent, der som leder af en række kor i Danmarks Radio var eksponent for underholdningsmusik af høj kvalitet. Han tog lærereksamen i 1931 og siden var medlem af vokalgruppen De 3 fra Radioen (med Ingvar Blicher-Hansen og Knud Vad Thomsen). Han var leder af Weekendhyttens kor 1942-49, Statsradiofoniens Underholdningskor fra 1949 og Svend Saaby-koret fra 1958. Han skrev som regel selv korarrangementerne (ca. 800). 

## Eksterne links
- Svend Saaby på gravsted.dk , Frederiksberg Ældre Kirkegård